# Équipe du Bénin masculine de handball
L'équipe du Bénin masculine de handball est la sélection nationale représentant le Bénin dans les compétitions internationales de handball masculin.
La sélection est septième des Jeux africains de 1965 et neuvième du Championnat d'Afrique des nations masculin de handball 1996.